# Campus Mauriacus
Campus Mauriacus is de Latijnse naam voor de Catalaunische Velden. De Romeinen noemden dit gebied zo tijdens en na de Slag op de Catalaunische Velden tegen de Hunnen onder leiding van Atilla. Deze velden lagen tussen de steden Augustobona Tricassium en Catalaunum.